# Universidad Bundeswehr de Múnich

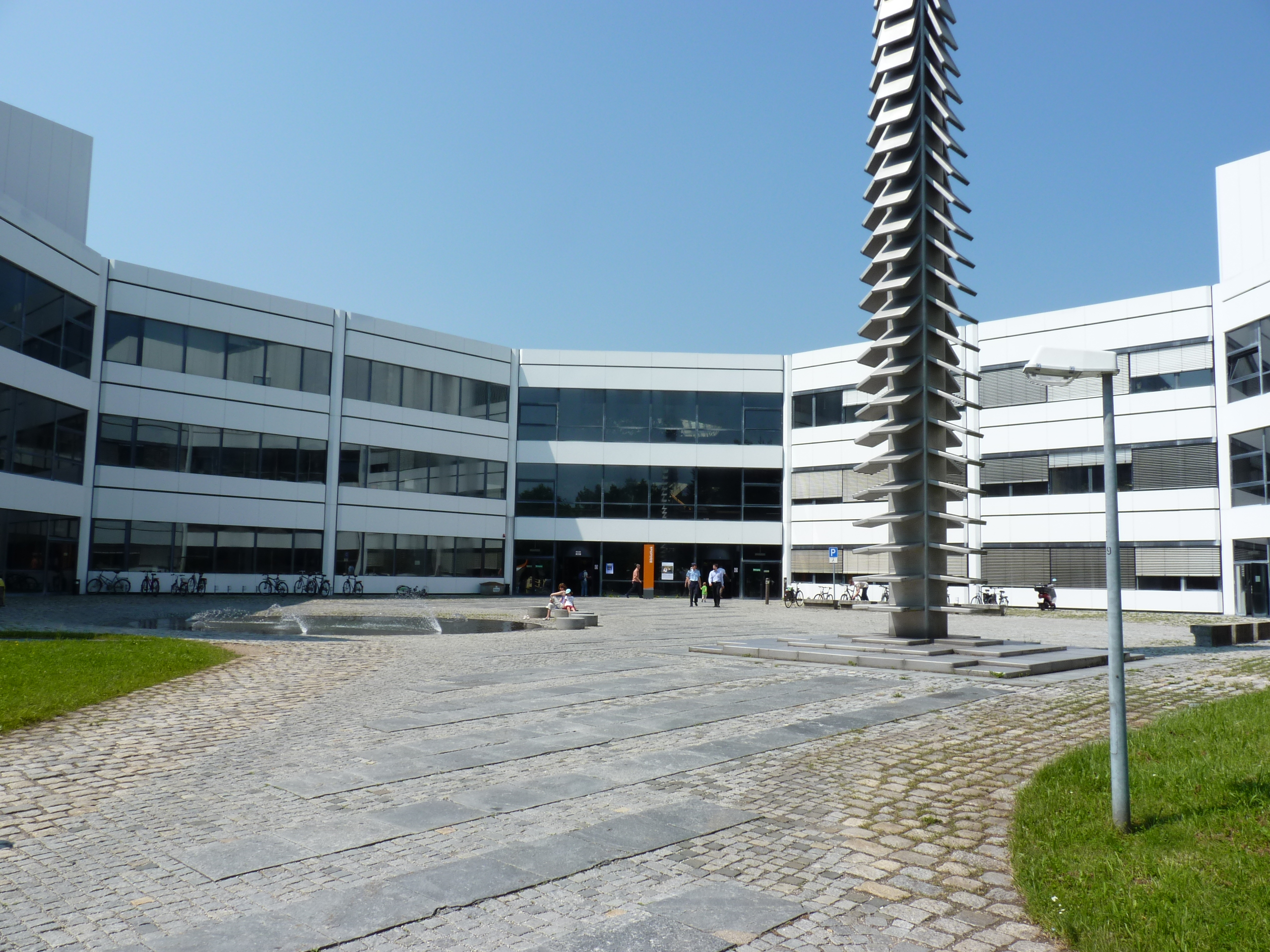
Biblioteca central de la Universidad Bundeswehr

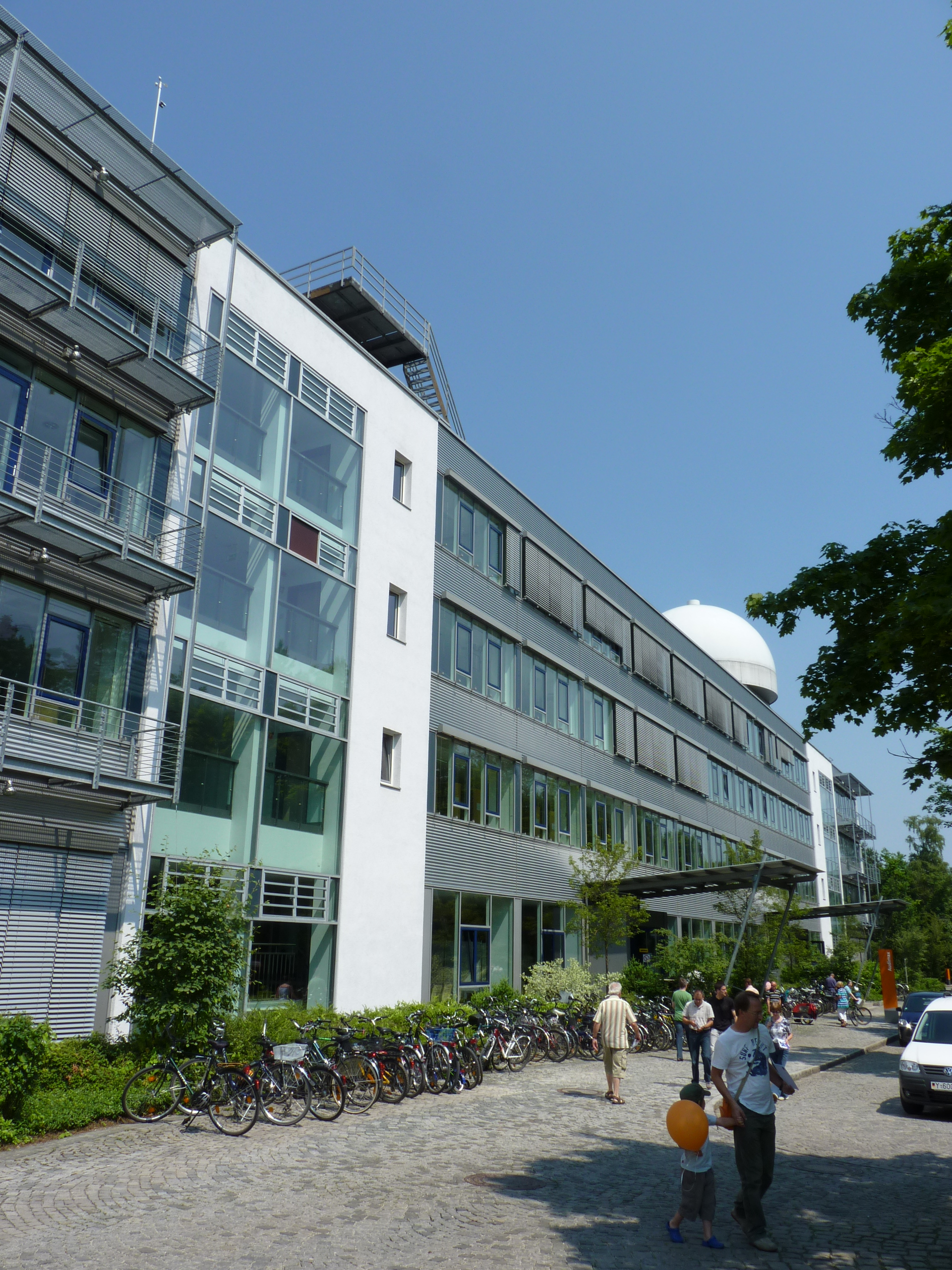
Edificio Audimax

La Universität der Bundeswehr München (Universidad Bundeswehr de Múnich, UniBw München) es una de las universidades federales de Alemania situada en Neubiberg en el sur de Múnich. La universidad ofrece sus cursos principalmente a oficiales militares y civiles de las fuerzas armadas alemanas (Bundeswehr) y entre otras agencias del gobierno, además hay estudiantes civiles que reciben becas por empresas privadas, así como también estudiantes internacionales que forman parte de esta universidad.
Los cursos que imparte la universidad corresponden a los mismos estudios que imparten las universidades estatales pero en menos tiempo; La diferencia entre la Universidad de Bundeswehr y las universidades de los estados es que el año académico consiste de tres trimestres y no semestres, por lo que se permiten más contenidos en el mismo tiempo.
Esta universidad tiene un promedio aproximado de 3.700 estudiantes. La universidad participa en dos clusters de excelencia que forman parte de la iniciativa de excelencia del gobierno federal alemán.
La Universidad de Bundeswehr en Múnich con su gran campus situada en Neubiberg el sur de Múnich. El campus está conectado a los transportes públicos como metro, tren local y autobús que brindan un fácil acceso a los alrededores de la Ciudad de Múnich.
A diferencia de las universidades estatales, esta Universidad cuenta con un nivel más apropiado de alumnos para cada profesor. Esto para posibilitar los estudios intensivos con más puntos créditos ECTS que en universidades normales.
Esta Universidad ha ejercido convenios de intercambio académico con diferentes universidades internacionales en los últimos años, como la Universidad Autónoma de Madrid, la Universidad de Arizona y la Universidad de Chile. 

## Ciclos de estudios
- Ingeniería Civil & Técnica Ambiental (Bachelor of Science, Master of Science, doctorado)
- Electrotécnia & Tecnología de la Información (Bachelor of Science, Master of Science, doctorado)
- Informática (Bachelor of Science, Master of Science, doctorado)
- Ingeniería Aeronáutica (Bachelor of Science, Master of Science, doctorado)
- Ciencia Política & Ciencias Sociales (Bachelor of Arts, Master of Arts, doctorado)
- Análisis de Sistémas (Bachelor of Science, Master of Science, doctorado)
- Economía & Ciencias de Organización (Bacehlor of Science, Master of Science, doctorado)
- Pedagogía (Bachelor of Arts, Master of Arts, doctorado)
- Ciencias del Deporte (Bachelor of Arts, Master of Arts, doctorado)
- Ingeniería Matemática (Bachelor of Arts, Master of Arts, doctorado)
- Estudios estratégicos internacionales (Master of Arts)
- Administración y Dirección de Empresas (Master of Business Administration, MBA)
- Ingeniería Informática & Tecnología de la Comunicación (universidad politécnica) (Bachelor of Engineering)
- Ingeniería Mecánica (universidad politécnica) (Bachelor of Engineering)
- Ingeniería asistida por computadora (universidad politécnica) (Master of Engineering)
- Comunicación Empresarial (universidad politécnica) (Bachelor of Arts, Master of Arts)
- Ingeniería militar (universidad politécnica) (Bachelor of Engineering)